# Вагнер, Иоганнес Рудольф
Иоганнес Рудольф Вагнер (нем. Johannes Rudolf von Wagner; 13 февраля 1822, Лейпциг — 4 октября 1880, Вюрцбург) — немецкий химик.

## Биография
Изучал химию в Лейпцигском университете, затем в Париже под руководством Жана-Батиста Дюма. В течение ряда лет путешествовал с научными целями по Франции, Германии, Бельгии и Нидерландам. В 1846—1851 гг. ассистент в химической лаборатории Лейпцигского университета, в 1851—1856 гг. профессор химической технологии в Нюрнбергском политехническом институте. С 1856 г. и до конца жизни заведовал кафедрой химической технологии в Вюрцбургском университете. Состоял также в государственном ведомстве технологического надзора Баварского королевства, на протяжении последних 20 лет жизни был постоянным членом жюри Всемирных выставок. На Всемирной выставке 1873 года в Вене возглавлял баварскую делегацию, за успешную работу был возведён во дворянство.
Вагнеру принадлежит ряд работ по химии дубильных веществ, в том числе важная для своего времени статья об их происхождении и классификации (1872). В наибольшей степени он, однако, известен как составитель «Справочника по химической технологии» (нем. Handbuch der chemischen Technologie; 1850), выдержавшего множество прижизненных и посмертных переизданий (15-е издание, переработанное Фердинандом Фишером, вышло в 1900 году) и переведённого на многие языки. Русский перевод Д. И. Менделеева.  Кроме того, с 1855 г. и до конца жизни Вагнер редактировал «Ежегодник достижений химической технологии» (нем. Jahresbericht über die Leistungen der chemischen Technologie, с 1880 г. под руководством того же Фишера).